# Museo de Arte de Lima
Museo de Arte de Lima (MALI) är ett av de viktigaste museerna i Peru, beläget vid Paseo Colón, mittemot Museo de Arte Italiano, i Lima. Utställningsytan uppgår totalt till 4500 m², inkluderat salar för den permanenta utställningen och för de temporära utställningarna.
Museet var en banbrytande byggnad i Latinamerika. Det är en av de tidigaste och viktigaste byggnaderna som uppfördes som en järnkonstruktion. Den projekterades i nyrenässansstil av den italienske arkitekten Antonio Leonardi. Museet som omges av statyer och trädgårdar har ett konstfullt utseende och har som tema den peruanska konsten genom tiderna.